# Duplication de code
La duplication de code en programmation informatique est une erreur courante de conception de logiciels où une suite d'instructions similaires (voire identiques) existe en plusieurs endroits du code source d'un logiciel.

## Description
La duplication de code arrive à la suite de la programmation par copier-coller. C'est une erreur classique de débutants en programmation informatique ; cependant, cette erreur touche également les développeurs confirmés.
Le code dupliqué pose des problèmes de maintenance dont l'importance augmente avec la quantité de code dupliqué. Plus le code est dupliqué, plus il y a de code à maintenir. Par exemple :
- si le code copié a une erreur de programmation, cette erreur se répète à chaque copier-coller, et corriger cette erreur nécessite de modifier tous les endroits où le code est dupliqué ;
- si le code dupliqué doit évoluer, il faut alors modifier tous les endroits où le code est dupliqué pour y parvenir ;
- un code dupliqué peut masquer des différences minimes, mais essentielles, qui existent avec une autre portion de code similaire.

L'antipattern correspondant est l'erreur de copier/coller : Il s'agit d'un copier-coller de code, où le code collé n'a pas été adapté à la portion de code environnante ce qui entraîne des incohérences. Cela arrive généralement à cause d'un défaut de vérification de la part du programmeur. La meilleure solution étant de factoriser les parties communes au lieu de les dupliquer.

## Solutions
- La technique permettant d'éviter la duplication de code est la factorisation du code et celle permettant de s'en débarrasser est le réusinage du code.
- DRY (Don't repeat yourself! en anglais, ou Ne vous répétez pas) est un principe de programmation encourageant à éviter la duplication de code (dans laquelle le programmeur se répète).
- Des logiciels tels PMD, permettent d'identifier le code dupliqué dans une base de code.